# Christian Mikolajczak
Christian Mikolajczak (Essen, 1981. május 15. –) német labdarúgó, az SV Hönnepel-Niedermörmter középpályása.

## Klubcsapatban
Pályafutását az FC Kray csapatában kezdte, majd 1992-ig a VfB Wacker Steele játékosa volt. Ekkor került az FC Schalke 04 rendszerébe, ahol egészen 2001-ig játszott. A 2001–02-es szezont a Hannover 96-nál töltötte kölcsönben, majd az LR Ahlen játékosa lett. Ezután az FC Erzgebirge Aue, majd a Holstein Kiel következett. 2007 és 2009 közt az FSV Frankfurt játékosa volt, majd visszatért az Ahlenhez. 2010-ben rövid Dynamo Dresden-kitérő után az SV Elversbergbe igazolt. 2012-ben az SSVg Velbert, 2013-ban az SV Hönnepel-Niedermörmter szerződtette.

## Válogatottban
2002 és 2003 közt 12 alkalommal játszott a német U21-es labdarúgó-válogatottban.